# St. Peter und Paul (Halsbach)

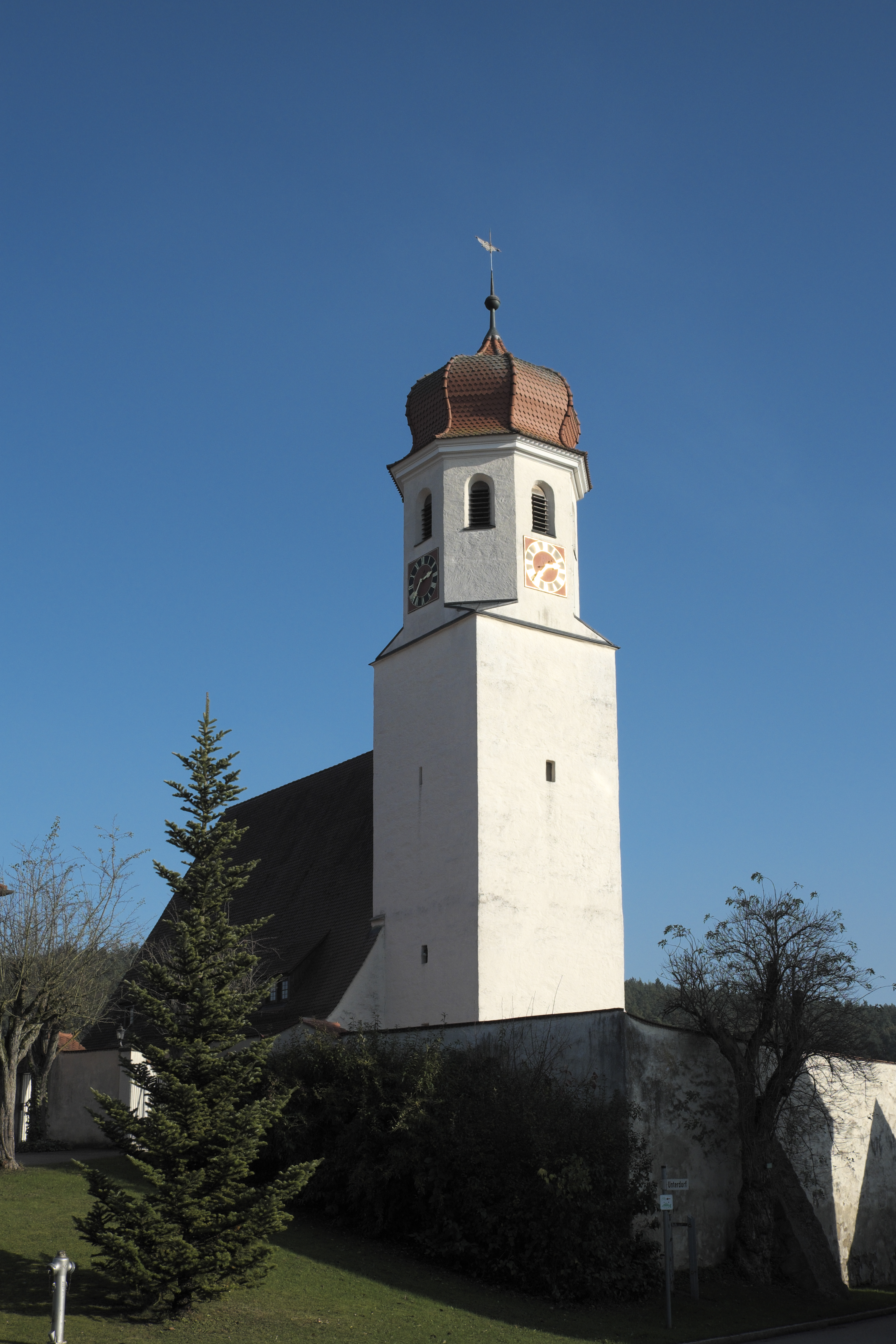
Pfarrkirche St. Peter und Paul

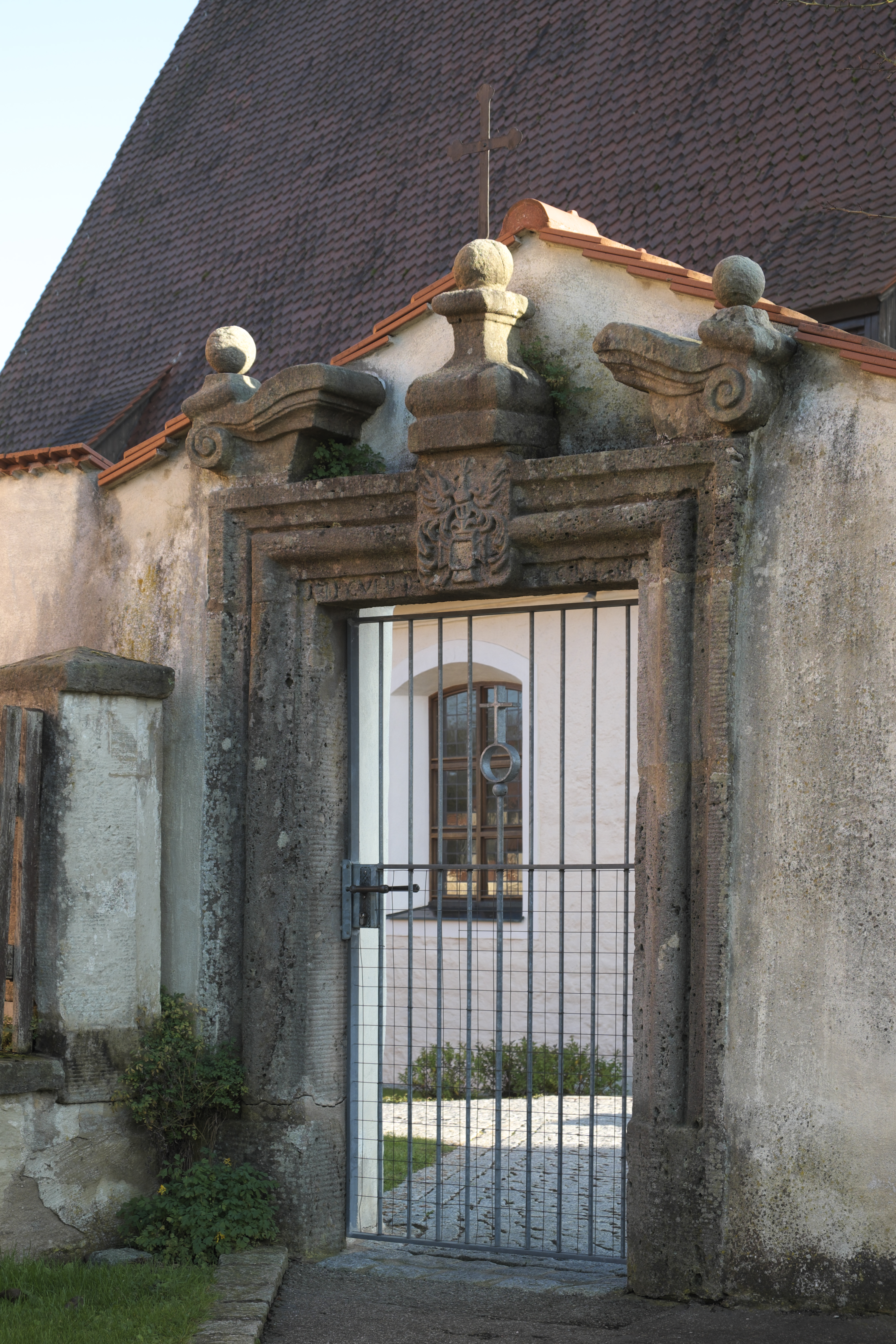
Friedhofstor

Die katholische Pfarrkirche St. Peter und Paul in Halsbach, einem Gemeindeteil des Marktes Dürrwangen im Landkreis Ansbach im bayerischen Regierungsbezirk Mittelfranken, ist im Kern eine romanische Basilika, die zu Beginn des 12. Jahrhunderts errichtet wurde. In der Mitte des 18. Jahrhunderts wurde die Kirche im Stil des Barock umgestaltet. Wertvolle Ausstattungsstücke sind aus gotischer Zeit erhalten geblieben.

## Geschichte

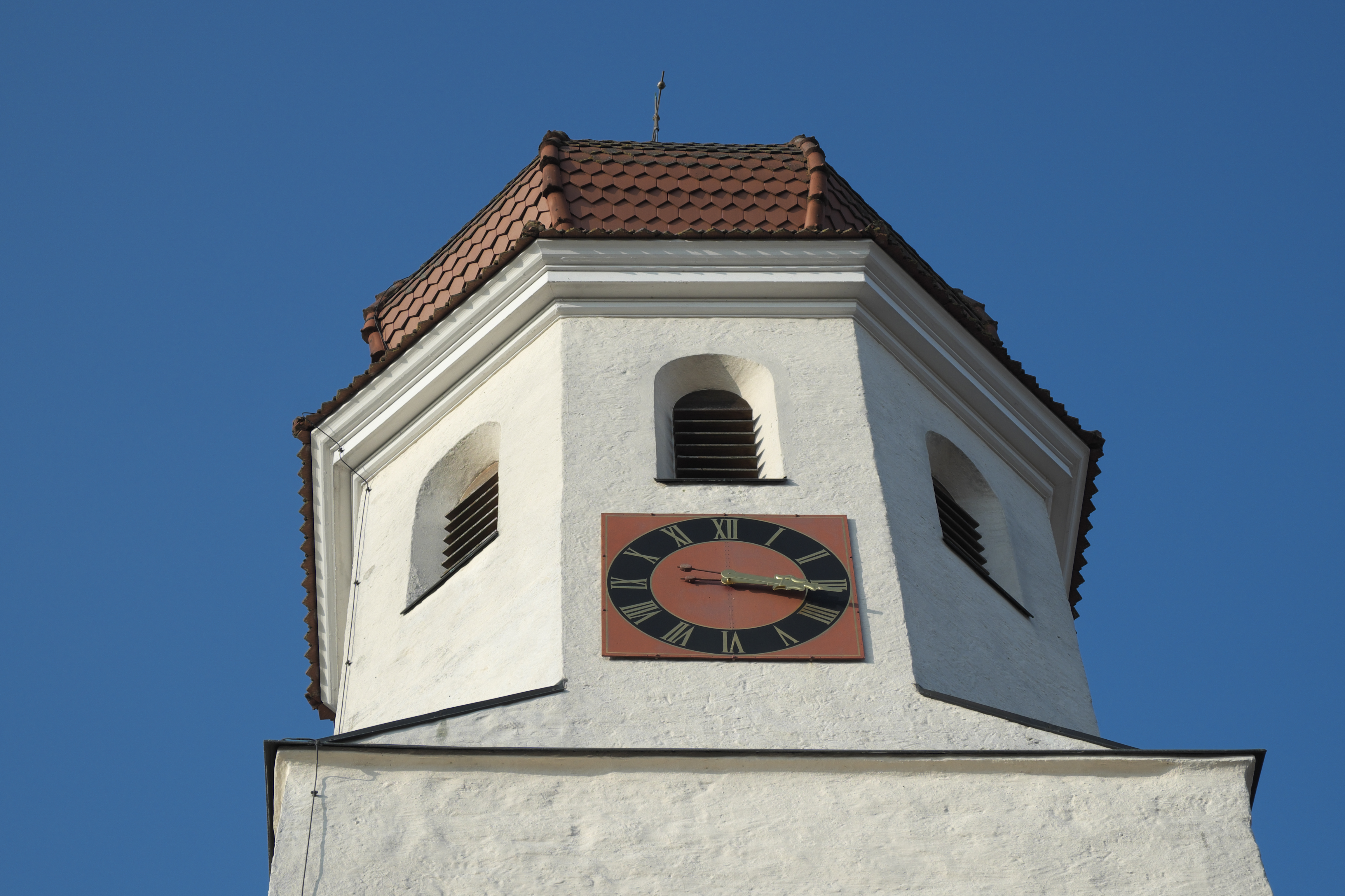
Turmoktogon mit Glockenhaube

Bereits im 9. Jahrhundert wird an der Stelle der heutigen Pfarrkirche eine Holzkirche vermutet, die um 1110 durch eine romanische Basilika ersetzt wurde. Im 15. Jahrhundert wurden die drei Schiffe der Kirche mit einem gemeinsamen Satteldach gedeckt. Ab 1751 erhielt die Kirche ihre barocke Ausstattung. Der Westturm wurde mit einem oktogonalen Aufbau und einer Glockenhaube versehen.

## Friedhofsmauer
Die im Kern mittelalterliche Friedhofsmauer wurde um 1754 erneuert. Sie wird von zwei Toren durchbrochen. An einem Eingang prangt, in Stein gemeißelt, das Wappen des Deutschen Ordens.

## Architektur
Die drei Schiffe des Langhauses sind in vier Joche gegliedert. Sie werden im Osten von halbrunden Apsiden geschlossen, die mittlere Apsis ist chorartig verlängert. Runde Schildbögen über kräftigen Pfeilern trennen die Seitenschiffe vom Hauptschiff. Über dem Chorbogen ist in einer Kartusche das Wappen des Deutschen Ordens angebracht.

## Ausstattung

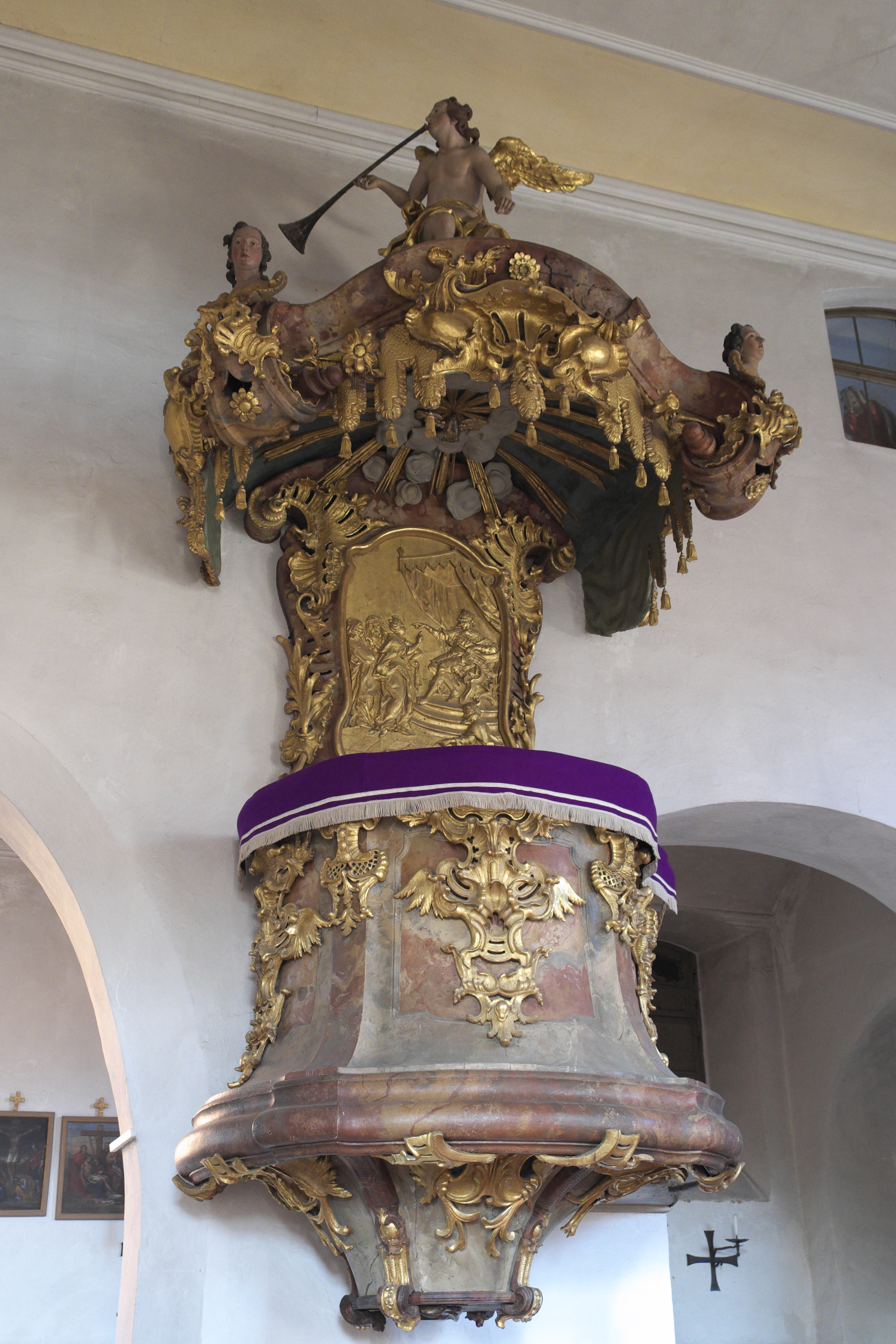
Kanzel

- In einen Altar des rechten Seitenschiffs ist eine Anna selbdritt von 1470/80 eingebettet. Auf dem Altar steht der Evangelist Lukas mit seinem Attribut, dem Stier.
- Im linken Seitenschiff wird eine Pietà aus der Zeit um 1500 aufbewahrt.
- Ein aus Lindenholz geschnitztes Relief in der südlichen Seitenapsis, das Jesus und die zwölf Apostel darstellt, wird um 1500/10 datiert.
- Das lebensgroße Kruzifix im Langhaus wurde um 1510/20 geschaffen.
- Das Taufbecken stammt aus dem 16. Jahrhundert. Es wird von einem Schnitzwerk der Taufe Jesu von 1752 bekrönt.
- Die Madonna auf der Mondsichel, die der Schlange den Kopf zertritt, stammt aus dem 18. Jahrhundert.
- Aus dem 18. Jahrhundert stammen auch die Skulpturen des heiligen Leonhard, des heiligen Sebastian und des heiligen Johannes Nepomuk.

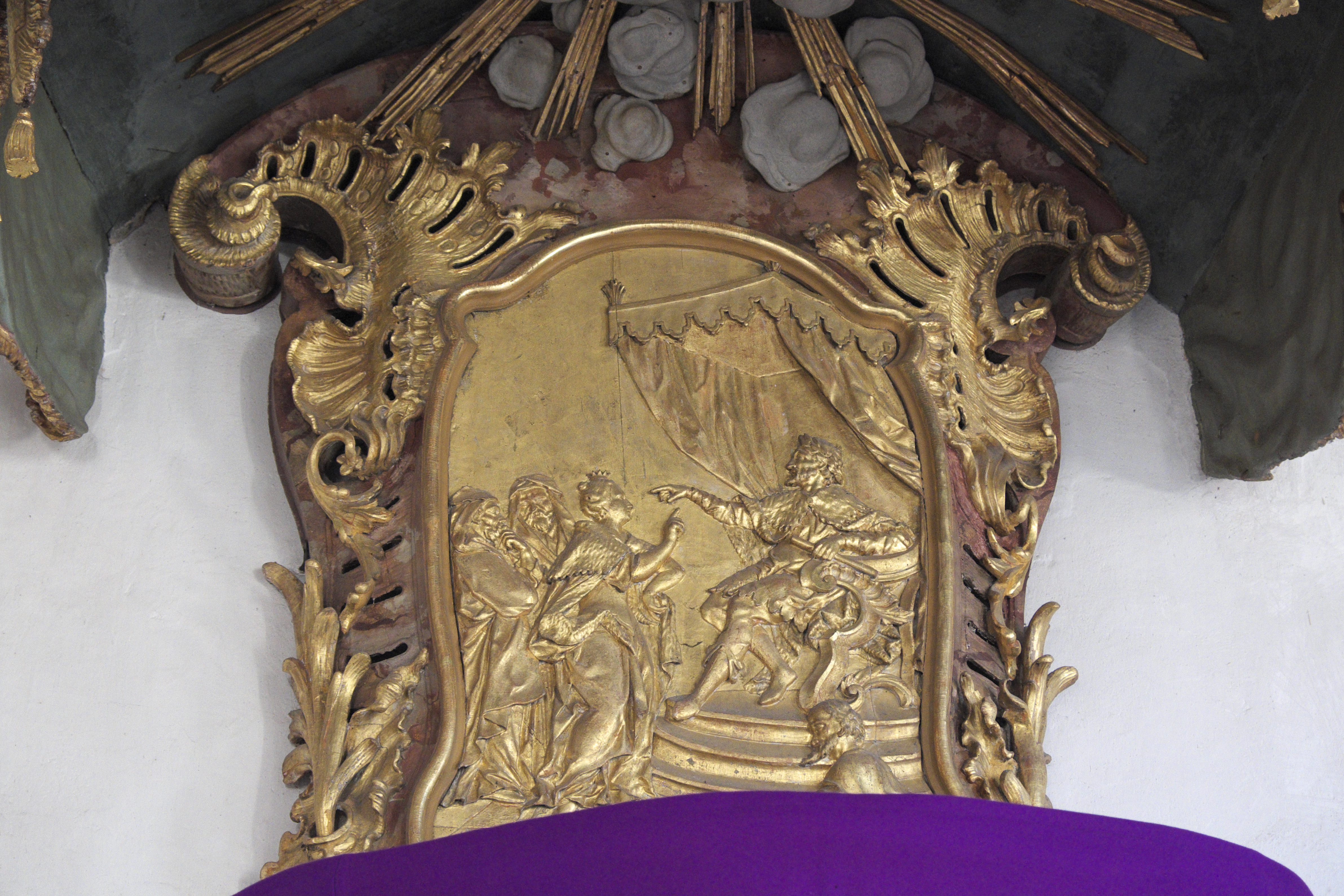
Relief an der Kanzelrückwand

- Die Kanzel wurde um 1745 für die Kirche des Karmelitenklosters in Dinkelsbühl geschaffen. Das Relief an der Kanzelrückwand stellt die Königin Ester dar, die sich beim persischen König Ahasveros für ihre jüdischen Landsleute einsetzt.
- Auf dem Stifterbild an der Westwand ise Jesus am Kreuz mit Maria und Johannes dargestellt. Am unteren Bildrand ist die Stifterfamilie mit zahlreichen verstorbenen Wickelkindern zu sehen. Das linke Bild stellt Aloisius von Gonzaga dar, das rechte die heilige Apollonia von Alexandria mit ihrem Attribut, der Beißzange.
- Ein steinernes Epitaph mit der Liegefigur des Verstorbenen wurde nach der Renovierung der Kirche in den Innenraum verlegt und in die Wand eingelassen.

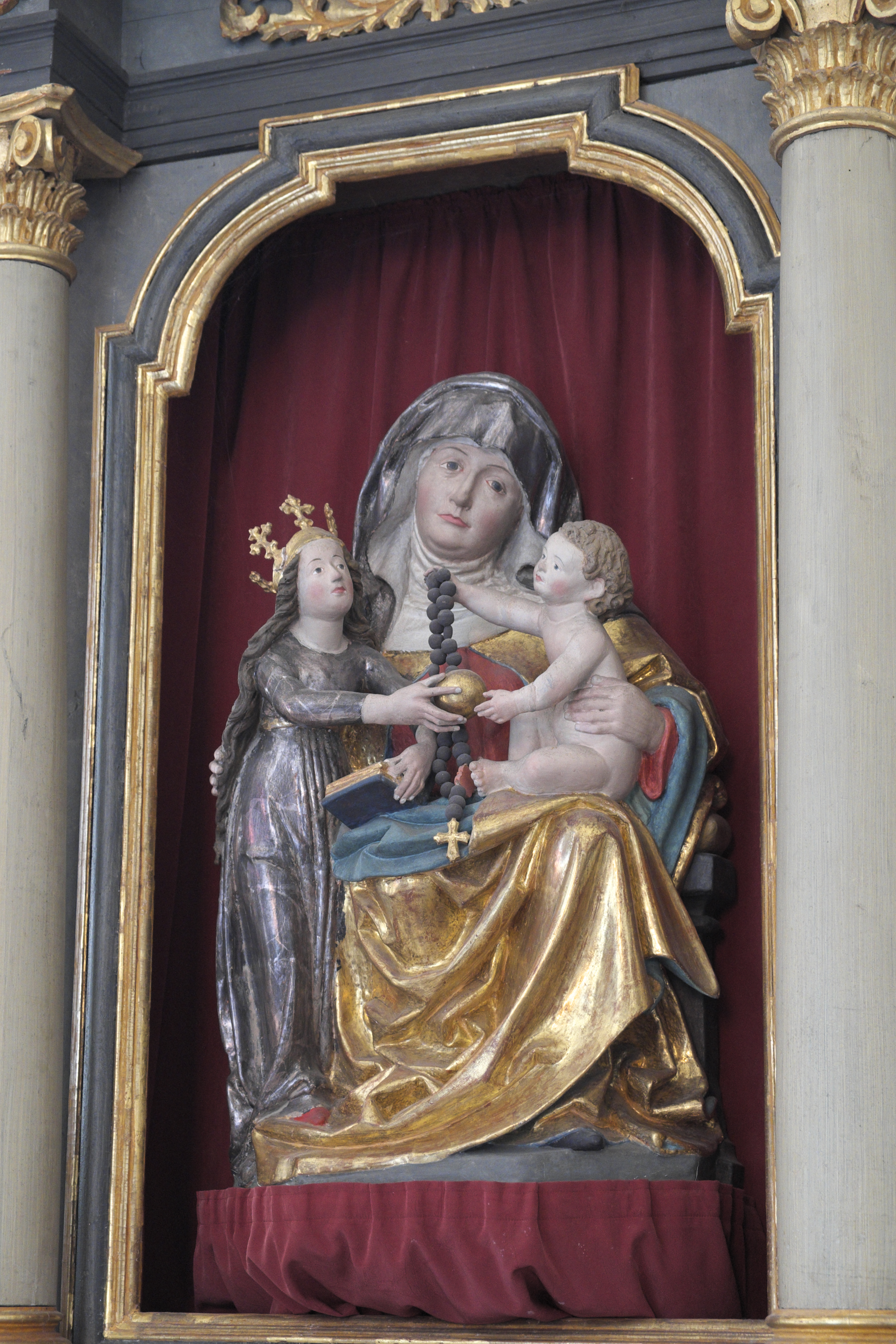
Anna selbdritt
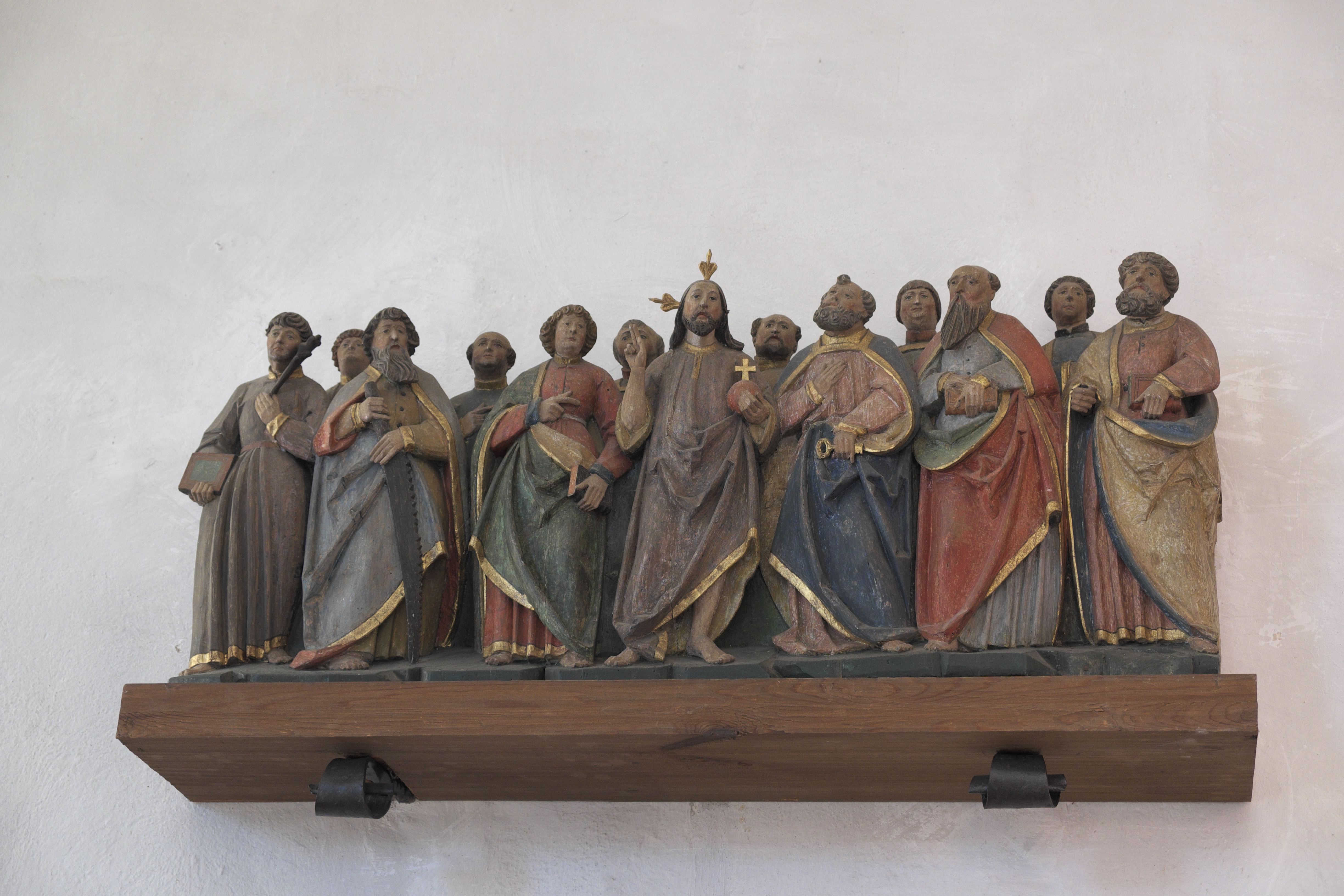
Jesus und die zwölf Apostel
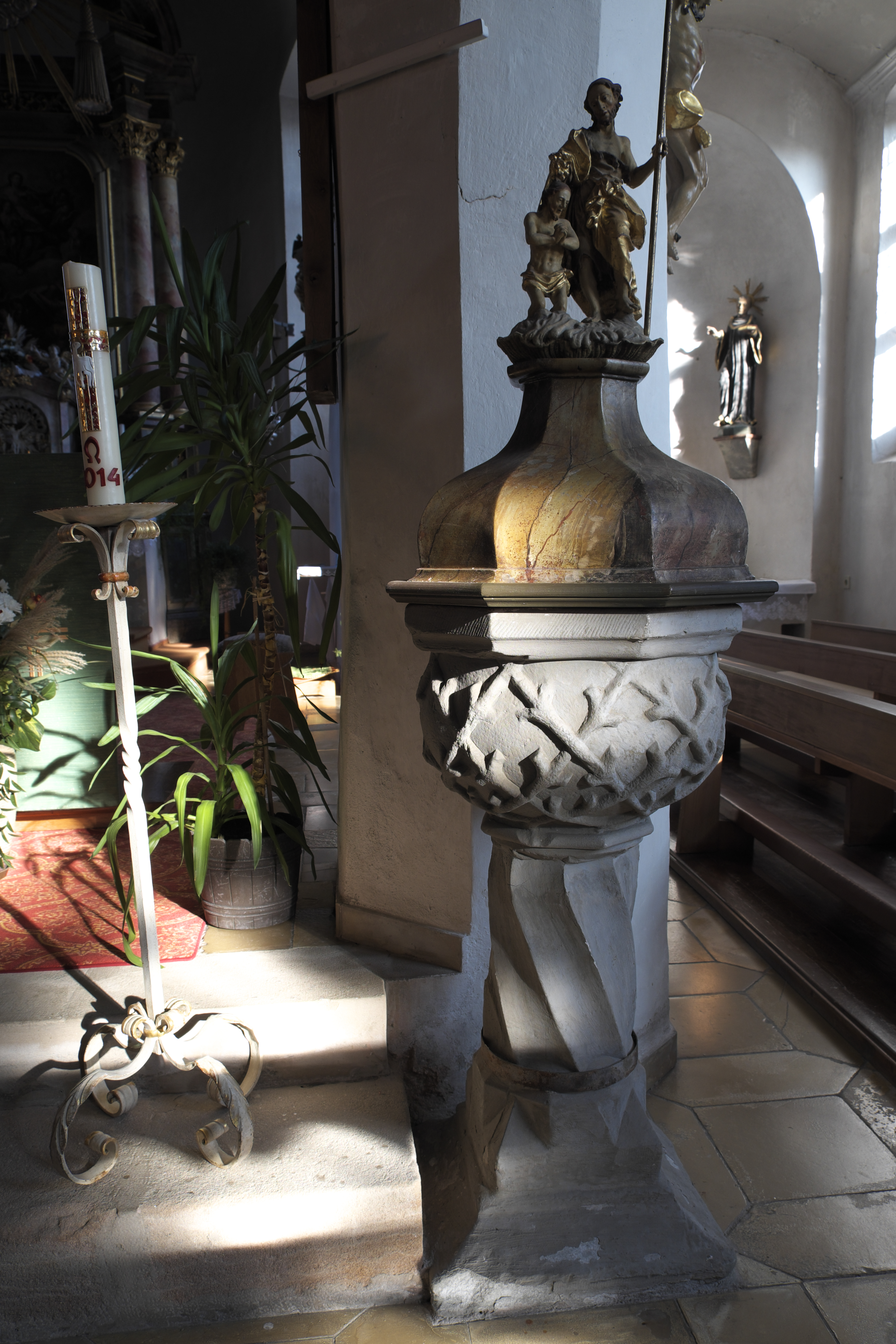
Taufbecken
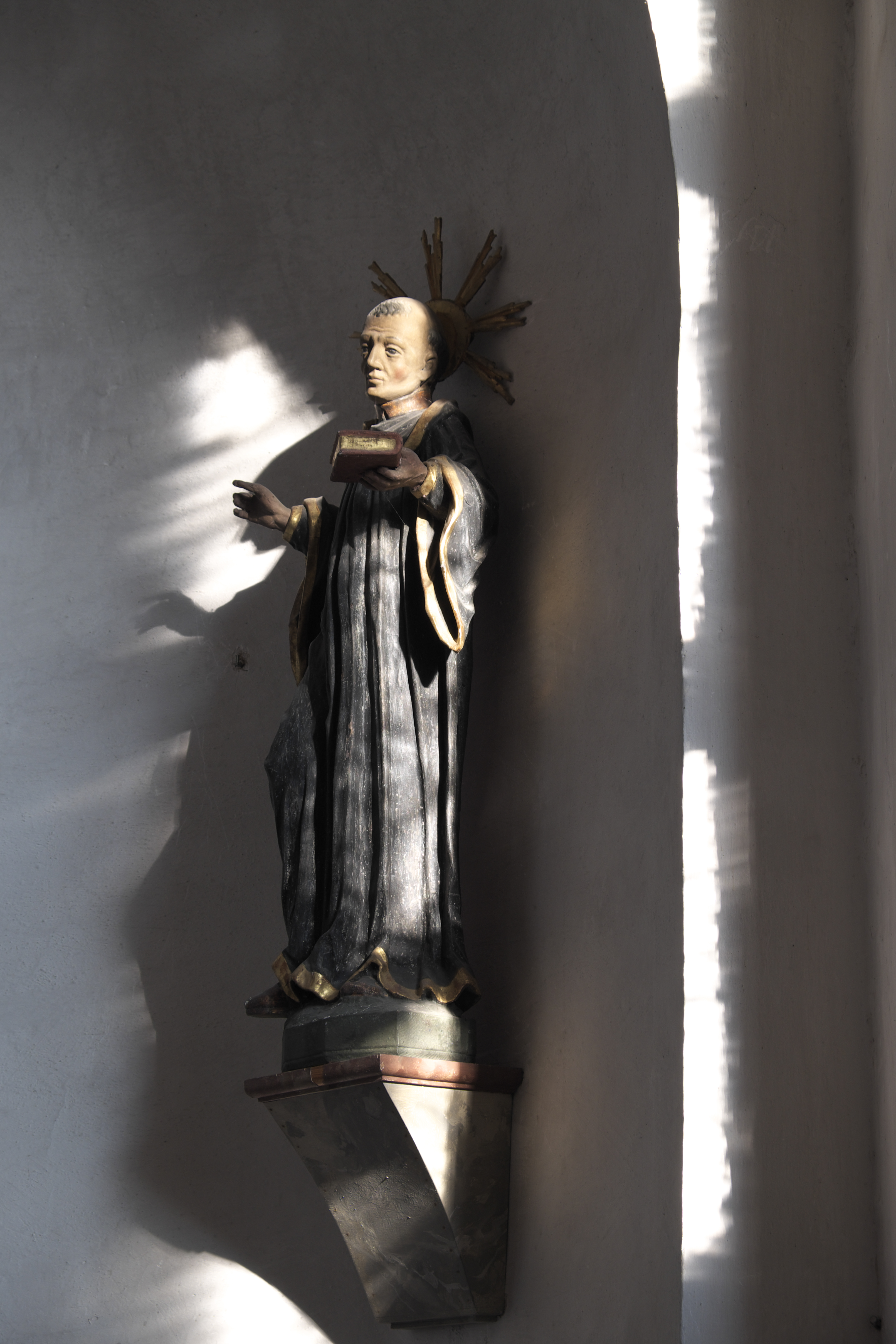
Heiliger Leonhard